# Komor Zoltán
Komor Zoltán (Debrecen, 1986. június 14. –) magyar író. A bizarro fiction magyarországi képviselője.

## Élete és munkássága
Nyíregyházán él. Írásai különböző pályázatokon (Irodalmi Rádió, Napút, stb.) szerepeltek sikeresen és jelentek meg antológiákban. Emellett magyar („KULTer.hu”, „Képírás”, „A Vörös Postakocsi” „Prae”, „ÚjNautilus”, „Ezredvég”, „Magyar Műhely”, „Galaktika Magazin”) és amerikai („Kafka Review”, „Bizarro Central”, „Bizarrocast”, „theNewerYork”, „Caliban Online”, „Exit Strata”, „Thrice Fiction Magazine”, „The Drabblecast Audio Fiction Podcast”, „Gone Lawn”, „Phantom Drift | A Journal of New Fabulism”, „Wilderness House Literary Review”) folyóiratokban publikált. 2010-ben jelent meg első könyve Mesék Kaptárvárosból címmel. A Cédrus Művészeti Alapítvány 2013-as Kortárs irodalmi alkotások pályázatán nívódíjas lett. A József Attila Kör tagja, a Katapult Kortárs Alkotói Oldal főszerkesztője.
2014-ben jelent meg első angol nyelvű Flamingos in the Ashtray című novelláskötete Amerikában, a Burning Bulb Publishing kiadó gondozásában. Második angol nyelvű kötetét, a Tumour-Djinn-t az amerikai MorbidbookS adta ki 2014 decemberében.
2020-ban a Galaktika Magazinban megjelent Plázafej című kisprózája elnyerte az Avana Egyesület által alapított Monolit-díjat.

## Könyvei

### Önálló magyar nyelvű kötetek
- Mesék Kaptárvárosból, regény, Ad Librum, 2010
- Néhány reggel, néhány éj és minden tárgy magánya, elbeszélések, Magyar Elektronikus Könyvtár, 2011
- Az Égi istálló, a magyar népmesék világát idéző elbeszélésregény, Magyar Elektronikus Könyvtár, 2012
- Szúnyogkór, absztrakt afrikai kalandregény, Magyar Elektronikus Könyvtár, 2013
- Dögnyugat, elbeszélések a vadnyugatról, Magyar Elektronikus Könyvtár, 2014
- Klotyó-Krisztus a kenyér-fülbemászó ellen, elbeszélések, Magyar Elektronikus Könyvtár, 2015
- Húgycsőbalerina, kisregény, Magyar Elektronikus Könyvtár, 2016
- NERekció, bizarro elbeszélések, 2019
- Kaparós punci és mellbimbós kólaautomata, bizarro elbeszélések, Underground Kiadó, 2020
- Magyalország, regény, Underground Kiadó, 2021
- Bélféreg hentai, bizarro elbeszélések, Red Zone, 2024

### Hangoskönyvek
- Fekete múzsák, avagy mesék a varjakról, az Irodalmi Rádió felvétele, előadó: Virág Gergely, elbeszélések, 2012
- Húgycsőbalerina, Magyar Elektronikus Könyvtár, felolvassa: Gépész, 2016
- Klitorisz-krampusz és karácsonyfa bukkake, Magyar Elektronikus Könyvtár, a szerző felolvasásában, 2018
- Magyalország, Magyar Elektronikus Könyvtár, a szerző felolvasásában, 2023

### Angol nyelvű kötetek
- Flamingos in the Ashtray, elbeszéléskötet, Burning Bulb Publishing, 2014
- Tumour-Djinn, elbeszéléskötet, MorbidbookS. Everything Bleeds, 2014
- TurdMummy, elbeszéléskötet, Strangehouse Books, 2016
- The Radiator Boy and The Holly Country, regény, Potter's Grove Press, 2021

### Társszerzőként
- Apagyi Ferenc, Komor Zoltán és Szakállas Zsolt: Tükörslukk, prózák, versek és prózaversek, Magyar Elektronikus Könyvtár, 2012
- Komor Zoltán és Tépő Donát: Mutánsfilé, sci-fi kisregény, Publio Kiadó[halott link], 2014
- Komor Zoltán és Tépő Donát: Mutánsvagdalt, sci-fi kisregény, Publio Kiadó Archiválva 2016. október 25-i dátummal a Wayback Machine-ben, 2014
- Komor Zoltán és Tépő Donát: Nácik a Dínók Ellen, kisregény, Publio Kiadó Archiválva 2016. október 25-i dátummal a Wayback Machine-ben, 2015
- Apagyi Ferenc, Gulisio Tímea, Komor Zoltán, Tépő Donát, Zsuponyó Gábor: Húsos bejgli, krampusz-klitorisz és klón-Jézuska, karácsonyi antológia, Magyar Elektronikus Könyvtár, 2015.
- Komor Zoltán és Tépő Donát: A Migráns Krisztusok Támadása, kisregény, Publio Kiadó Archiválva 2016. október 25-i dátummal a Wayback Machine-ben, 2016
- Komor Zoltán és G. Arthur Brown: Chemtrail Kaméleon, elbeszéléskötet, Magyar Elektronikus Könyvtár, 2016
- Komor Zoltán és Tépő Donát: A hortobágyi cápa, kisregény, Magyar Elektronikus Könyvtár, 2017
- Komor Zoltán és Szakállas Zsolt: Vákuumvámpír, versek, Magyar Elektronikus Könyvtár, 2018
- Robotcigány, abszurd-bizarro-trash fanzine, Elektronikus Periodika Archívum, 2018

## Interjúk
- „Bélférgek a karcsúságért” Archiválva 2016. október 25-i dátummal a Wayback Machine-ben – Balázs Ildikó interjúja Komor Zoltánnal, 2010
- A Fúzió Rádió interjúja Komor Zoltánnal, IRKA Irodalmi Kerekasztal, 2010.04.13. mp3
- Az Újbeszél interjúja Komor Zoltánnal, Újbeszél, 2011. 07. 23.
- „Flamingókkal a hamutálban” – Interjú Komor Zoltánnal, Kortárs Online, 2014. 05. 12.
- „Ha Jancsó megdugja Mária Teréziát, az már majdnem bizarro” – Interjú Komor Zoltánnal, VS.hu, 2016. március 7.
- Komor Zoltán – interjú Archiválva 2022. július 5-i dátummal a Wayback Machine-ben, The Black Aether, 2017. 04. 20.
- Interjú Komor Zoltánnal, a bizarro fiction hazai képviselőjével, Cinegore, 2018. 01. 03.
- „Ha már hülye vagyok, legalább vegyenek komolyan”, Tett, 2021.06.29.